# Catarratto
Il catarratto è un vitigno a bacca bianca siciliano, diffuso prevalentemente nel Libero consorzio comunale di Trapani. È caratterizzato da un contenuto in acidi ferulici al di sopra dei 10 mg/kg di uva.

## Tipologie
Se ne conoscono tre varietà:
- Catarratto bianco comune, noto anche come Catarratto bianco nostrale e Catarratto Bertolaro
- Catarratto bianco lucido, noto anche come Catarratto bianco lustro e Castellano, dal minore potenziale alcolico e maggiore acidità
- Catarratto bianco extra-lucido o lucidissimo, così detto per la quasi totale assenza di pruina, ancora più dotato in acidità

## Il vitigno
Si presenta con un grappolo di medie dimensioni, piramidale, allungato e compatto, con due ali. Anche gli acini sono di medie dimensioni, sferici, poco pruinosi, verde-giallo tendente al dorato sulle superfici esposte direttamente ai raggi solari. Sopporta bene i parassiti e le malattie anche se soffre di acinellatura e colatura che rendono le sue rese molto produttive abbastanza incostanti. La maturazione è media. Il catarratto (o meglio "i catarratti") sarebbe un progenitore della garganega, uva assai diffusa in Veneto. Ha conosciuto una grande fortuna nella seconda metà del Novecento per via della sua grande produttività, rientrando anche nella produzione del vino Marsala. Alla fine del secolo ha perso parte della sua importanza, a parziale vantaggio del grillo e di uve internazionali, ma resta la prima uva coltivata in Sicilia e la seconda in Italia dopo il trebbiano toscano.

## Il vino
Il vino Catarratto si caratterizza per l'elevata acidità che influenza positivamente la freschezza aromatica e gustativa; sul piano olfattivo il sentore di fiori bianchi è il più diffuso. In bocca si presenta sapido e secco, ma ciò non ne compromette la serbevolezza.
Seppur ben apprezzato da esperti e no, una decina d'anni fa ha visto diminuire la sua diffusione regionale per lasciar spazio ai vitigni internazionali particolarmente richiesti dal mercato. Tuttavia, il lavoro in cantina per riuscire a esaltare le caratteristiche di questo vitigno non si è mai interrotto e si è avvalso del contributo di studi scientifici che ne hanno meglio delineato il profilo.
Viste le particolari condizioni ambientali, sono state rilasciate le seguenti certificazioni D.O.C.:
- Salaparuta D.O.C min. 85%
- Alcamo D.O.C. min. 85%
- Etna D.O.C. max 40%
- Marsala D.O.C. da 0 al 100%
- Contea di Sclafani bianco D.O.C. min. 85%

Vedi anche Categoria:Vini DOC e DOCG prodotti con uva Catarratto